# Halldóra Kristín Thoroddsen
Halldóra Kristín Thoroddsen (přechýleně Thoroddsenová, 2. srpna 1950 Reykjavík – 21. července 2020 tamtéž) byla islandská spisovatelka, básnířka a pedagožka. Její dílo získalo ceny jak na Islandu, tak v rámci Evropské unie.

## Životopis a dílo
Halldóra Kristin Thoroddsen se narodila v roce 1950 v Reykjavíku na Islandu. Studovala na Islandské vysoké škole pedagogické, kterou ukončila v roce 1976, a na Islandské akademii umění, kterou absolvovala v roce 1986. Po ukončení studia pracovala jako učitelka, grafička novin, vedoucí výtvarného programu na základních školách a programová ředitelka v rozhlase.
Souběžně se zaměstnáním začala psát poezii, povídky a romány. Její první kniha, básnická sbírka Hárfínar athugasemdir (Jemné poznámky), vyšla v roce 1998, sbírka populárních povídek-mikrofikcí 90 sýni úr minni mínu (90 ukázek z mé paměti) pak v roce 2002. Následovala básnická sbírka Gangandi vegfarandi (Chodec) z roku 2005 a sbírka povídek Aukaverkanir (Vedlejší účinky) z roku 2006.
Její první román Dvojité okno vyšel v roce 2016. Hlavní hrdinkou je starší dáma, která nedávno přišla o manžela, nemá už téměř žádné přátele, její zdraví se zhoršuje a jediné, co jí zbývá, je pozorovat svět skrze dvojitá okna svého bytu. Její osamělou existenci však změní nová láska, která ji naplní jak nadějí, tak pochybnostmi a obavami. Nad touto láskou visí generační tabu plné posměchu a nepřátelství a ona bude muset najít sílu odolat, aby mohla jít dál a prožít zimu svého života naplno. Kniha získala v roce 2016 Islandskou cenu pro ženy a v roce 2017 Cenu Evropské unie za literaturu. Do češtiny ji přeložila Martina Kašparová.
V roce 2017 následovala sbírka básní Orðsendingar. Spisovatelčino dílo se uzavřelo v roce 2018 románem Katrínarsaga (Sága o Katrině).